# 中共中央农村工作部
中共中央农村工作部，是一个曾经存在的中国共产党中央委员会职能部门，1953年2月组建，到1962年10月5日撤销。部长邓子恢。

## 概述
随着全国土地改革运动基本完成，镇压反革命运动和抗美援朝战争取得了决定性胜利，国民经济恢复任务的基本完成，有计划大规模经济建设的条件已经具备。1951年12月，中共中央颁布《关于农业生产互助合作的决议(草案)》。《决议》既将农业生产互助组织作为中国农村走向社会主义的过渡形式，又提出要注意保护农民从事家庭生产经营的积极性。1953年起执行第一个五年计划，同时进行对农业、手工业和资本主义工商业的社会主义改造。鉴于情况复杂、任务繁重，1952年8月4日，毛泽东批示同意刘少奇的建议，增设领导机构。1952年11月12日中共中央决定各级党委一律增设农村工作部。，任务是帮助党委掌握农村各项工作的政策方针，中心任务是组织与领导广大农民的互助合作运动，以便配合国家工业化的发展，农村的各项具体业务由政府的农林水及供销、信用合作社负责，农村工作部与这些部门的党组建立经常的联系，代笔党委对他们的工作加以指导。
1952年10月29日邓子恢向中央报告了《关于中央农村工作部的任务、机构等问题初步意见》，经中央批准后开始了组建工作。原中央政策研究室撤销并入（主任陈伯达，200人）。1953年2月正式设立中共中央农村工作部：
- 部长邓子恢
- 副部长陈伯达、廖鲁言，后有陈正人、王观澜、刘建勋
- 秘书长杜润生
- 第一处：负责国营农场的方针政策、发展规划。
- 第二处：负责农村互助合作运动。
- 第三处：负责农业、林业、畜牧业、渔业、水利工作方针政策。
- 第四处：负责供销合作、信用合作、手工业的方针政策。
- 第五处：负责农村政权建设、负担、文化、教育、卫生、民兵等方针政策。
- 办公室

中央农村工作部每两个月给中央专题报告一次。机关干部每年四分之一时间到农村去调查研究。中央农村工作部与农业部、林业部、水利部、全国供销合作总社为指导关系，派人出席这些部门的党组会议。中央农村工作部与各大区、各省的农村工作部为领导关系。1954年各大行政区撤销后，增设华北处、东北处、华东处、中南处、西南处、西北处，第一办公室和第二办公室合并，设立计划财务处，人员编制480人。1956年9月撤销各地区处，人员编制309人。1957年7月增设《农村工作通讯》编刊室。
由于调整商业与新税制，供销社遇到了极大的困难。1953年3月邓子恢向中央写了《关于供销社几个基本问题》的报告，对供销社的性质、基本任务、业务方针、经营系统、社员权利及现在的危机做了系统的阐述，建议中央“停止供销合作社大批裁员、大量撤销零售网的做法，避免合作社日趋瓦解的趋势”。在国家扶持下，全国的供销社得到了快速发展。1953年4月13日，邓子恢受中央委托召开了全国第一次农村工作会议。纠正了集体化的急躁冒进势头。1953年底，全国参加互助组的农户占42%，比上年度增长20%，农业生产合作社发展到1.4万多个。1954年成立了中国农业科学院、林业科学研究院、水产科学研究院。
1962年7月25日至8月24日在北戴河召开的中央政治局工作会议上，批判了“黑暗风”、“单干风”、“翻案风”的“三风”，邓子恢在会上做了3次检讨。中共八届十中全会批判了中央农村工作部的“单干风”。1962年10月5日撤销中央农村工作部，理由是“农村工作部十年来没干成一件好事”。1962年11月9日，中共中央作出《关于撤销中央农村工作部，任命国务院农林办公室主任、副主任的决定》，原中央农村工作部的业务并入国务院农林办公室，谭震林任主任，廖鲁言、陈正人、王观澜、张修竹、郝中士任副主任。并设立中共中央农林政治部。